# Abroad in Japan
Кріс Брод (нар. 21 квітня 1990), відомий в Інтернеті за назвою свого каналу Abroad in Japan ― британський ютубер, режисер, ведучий подкасту і колишній вчитель мови. У своїх відео він розповідає про японську культуру, японську кухню та подорожі в Японії, насамперед у регіоні Тохоку.

## Особисте життя
Брод народився 21 квітня 1990 року в англійському містечку Мейдстоун у штаті Кент. Зацікавленість Брода у кіновиробництві почався у віці восьми років, коли його дідусь попросив записати весілля своєї тітки у Ванкувері, оскільки його дідусь не міг поїхати з Англії на весілля. Брод з'являвся у британському телесеріалі «Війни роботів», де його батько та команда були постійними учасниками змагань зі своїм роботом Кіллертроном.
Брод вивчав англійську мову та бізнес в Університеті Кента з 2009 по 2012 рік. Навчаючись в університеті, він зацікавився кіновиробництвом та японською культурою. Брод переїхав до міста Саката в префектурі Ямагата, щоб викладати англійську мову в рамках програми JET у 2012 році, створюючи відео про своє життя та досвід у Японії. З тих пір він покинув програму і переїхав до Сендая.

## Канал на YouTube
Переїхавши до Сакати, Ямагата, щоб викладати вчителем мови в програмі JET у 2012 році, Брод вирішив розповісти про свій досвід проживання у сільській місцевості Тохоку, як іноземець. Одним із перших відео Брода, що привернуло широку увагу, був його огляд японської картоплі McChoco Potatoes у McDonald's. Інші його ранні відео зосереджувались на таких темах, як: Як водити авто в Японії, KFC як опора кожного японського Різдва та готелі кохання. Пізніше він переїхав до міста Сендай, щоб залишитися в регіоні, але бути краще пов'язаним з рештою країни, щоб розширити свої ділові можливості як інфлунсер. По мірі зростання популярності каналу, Брод почав робити більше відеороликів на тему подорожей, таких, як відео, що описує поїздку в Аоморі, в якому Брод відвідав міський музей Небута, та відео, в якому він відвідав Хоккайдо зі своїм близьким другом Нацукі Асо, який часто з'являється у відео Кріса.
У 2018 році Брод розпочав свій серіал «Journey Across Japan», в якому брали участь різні ютубери, такі як The Anime Man, та його друзі, у якому він подорожував по Японії на велосипеді, знімаючи місцеві звичаї та повсякденне життя. Продовження серіалу було зроблено в 2020 році, за участю The Anime Man та Нацукі, які взяли участь у подорожі, яка розпочалася з Токіо, але більшість серіалу відбувається в районі Чубу під назвою «Journey Across Japan: Escape to Fuji».